# Kaptaż
     – dorzecze rzeki kaptowanej
     – dorzecze rzeki kaptującej

Przebieg kaptażu (1 – rzeka kaptowana; 2 – rzeka kaptująca; 3 – pierwotne źródło rzeki kaptującej; 4 – obszar działania erozji wstecznej; 5 – wododział; 6 – kolano kaptażowe; 7 – suche koryto).
– dorzecze rzeki kaptowanej
– dorzecze rzeki kaptującej

Kaptaż (od łac. captūra, 'łapanie, przeciąganie'), także przeciągnięcie rzeki – termin w geomorfologii i hydrologii opisujący zjawisko przechwycenia wód jednej rzeki przez drugą, będące częścią tzw. walki o dział wodny.

## Mechanizm kaptażu
Zjawisko kaptażu najczęściej występuje w obrębie asymetrycznych grzbietów i jest związane z erozją wsteczną i wgłębną. Cieki spływające po stokach „rywalizują” o wododział poszerzając swoją zlewnie, co zachodzi dzięki nieustannemu erodowaniu stoku grzbietu oraz erozją wsteczną na obszarze leja źródłowego (cofanie się źródła). W sytuacji, w której ciek odwadniający jeden ze stoków ma większy spadek i szybciej wcina on się w grzbiet zaczyna zwiększać zlewnie. Rzeka prowadząca taką ekspansję nosi nazwę rzeki rabującej. 
W miarę dalszego cofania się źródła rzeki może dojść do przełamania grzbietu – powstaje przełom regresyjny. Rzeka rabująca może zbliżyć się w ten sposób do koryta innego cieku o mniejszym spadku. W momencie wezbrania woda przepływa do koryta rzeki o większej aktywności erozyjnej, które ma większy spadek – dochodzi do przeciągnięcia. Rzeka przejmująca wody to rzeka kaptująca (przeciągająca) natomiast rzeka, która utraciła wody nosi nazwę rzeki kaptowanej (przeciąganej). Razem z wodami przechwycony zostaje fragment dorzecza rzeki o mniejszym spadku, w wyniku czego pierwotnie mały ciek kaptujący może zmienić się w większą rzekę, a ciek kaptowany o początkowo dużym przepływie może stracić na znaczeniu. 

Przebieg zjawiska kaptażu na przykładzie Lubrzanki – rzeka kaptująca (dorzecze Nidy) i Pokrzywianki – rzeka kaptowana (dorzecze Kamiennej) w Górach Świętokrzyskich.

W wyniku kaptażu powstaje tzw. kolano kaptażowe, czyli fragment koryta charakteryzujący się silnym skrętem (nawet pod kątem prostym) i będący świadectwem kaptażu. Pomiędzy kolanem kaptażowym, a korytem rzeki kaptowanej tworzy się fragment suchego koryta znajdującego się w tzw. martwej dolinie.
Zjawisko kaptażu występuje przede wszystkim na obszarach górskich o dojrzałej sieci rzecznej. Do przykładów kaptażu w Polsce należą:
- Lubrzanka i Pokrzywnica w Górach Świętokrzyskich[6];
- Rybna i Ścinawka w Górach Wałbrzyskich[7][8][9];
- Biała Lądecka przy Radoszce w Masywie Śnieżnika[10];
- Skora i Czermnica na Pogórzu Kaczawskim[11];

W Polsce znajdują się również miejsca, w których przypuszczalnie zjawisko kaptażu mogłoby nastąpić w przyszłości, np. kaptaż górnej Solinki przez Udavę w Bieszczadach lub kaptaż Kamienickiego Potoku przez Koninę w Gorcach.

## Kaptaż boczny
Specyficznym rodzajem kaptażu jest kaptaż boczny, który jest efektem erozji bocznej w korycie rzeki głównej, która powoduje przerwanie przegrody między dolinami rzeki głównej i jej dopływu w miejscu gdzie jest ona podcinana przez nurt rzeki głównej i przeciągnięcie koryta. Zjawisko to prowadzi do powstania tzw. pagórów pseudomeandrowych.